# Сан Донато (Фиренца)
Сан Донато је насеље у Италији у округу Фиренца, региону Тоскана.
Према процени из 2011. у насељу је живело 828 становника. Насеље се налази на надморској висини од 390 м.